# 5 Pułk Artylerii Lekkiej (PSZ)

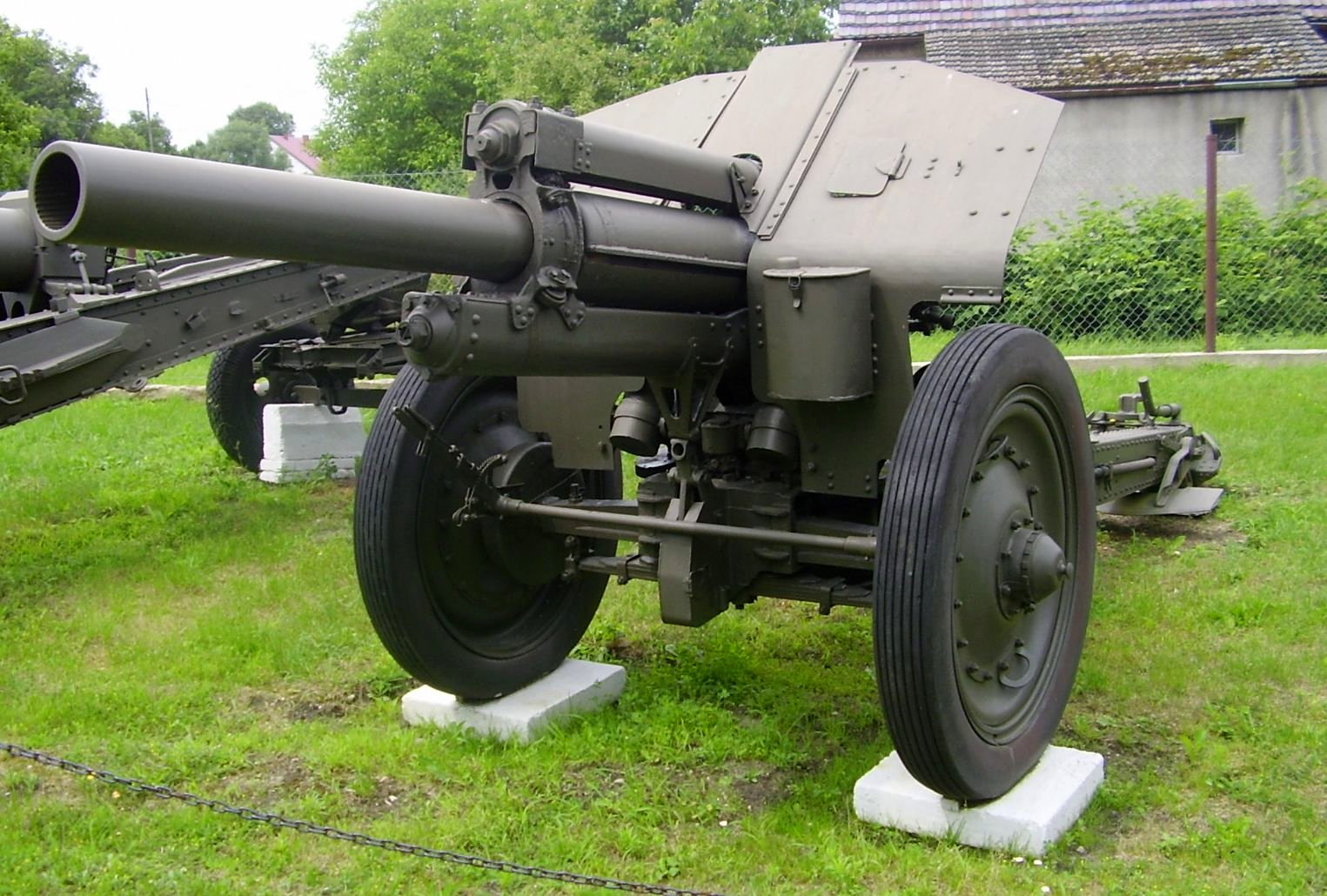
Radziecka 122 mm haubica wz. 1938 (M-30)

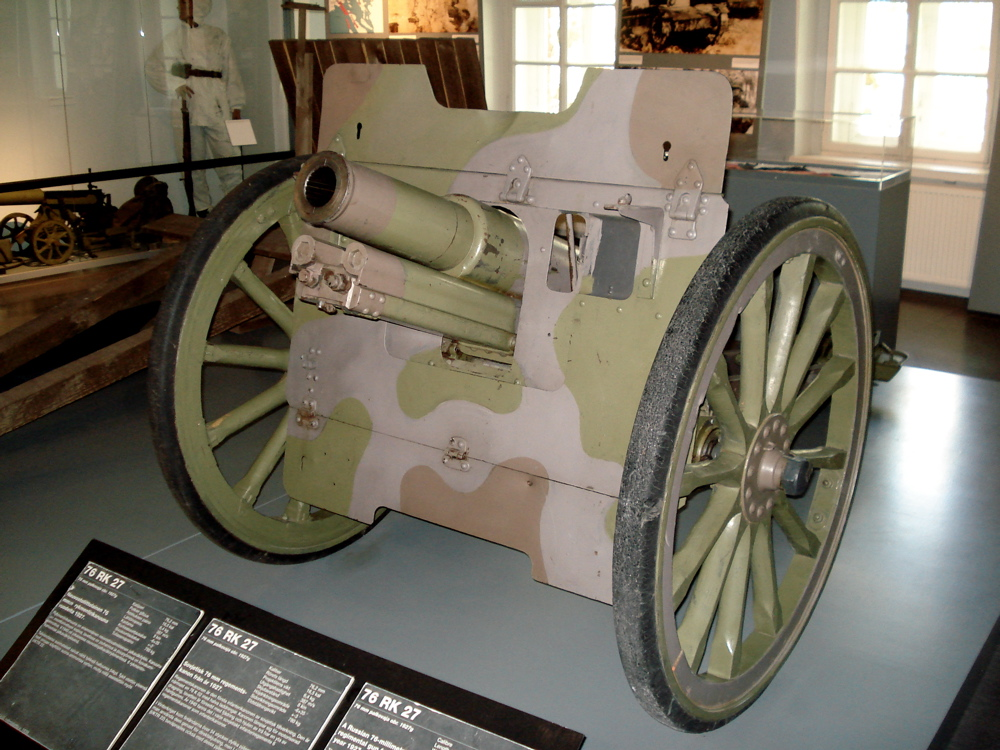
Radziecka 76 mm armata

5 Pułk Artylerii Lekkiej (5 pal) – oddział artylerii lekkiej Polskich Sił Zbrojnych w ZSRR.
Pułk został sformowany w 1941, w Tatiszczewie, w składzie 5 Wileńskiej Dywizji Piechoty. Na bazie pułku w 1942 powstał 4 Kresowy pułk artylerii lekkiej.

## Etat wojenny pułku
- dowództwo pułku z baterią dowodzenia (sztabową)
- 2 dywizjony ogniowe:
  - 2 czterodziałowe baterie armat 76 mm
  - 1 czterodziałowa bateria haubic 122 mm

Według etatu pułk liczyć miał 85 oficerów i 970 kanonierów.
1 kwietnia 1942 pułk liczył 60 oficerów, 319 podoficerów, 963 kanonierów. Posiadał 110 koni wierzchowych, 396 artyleryjskich i 47 taborowych. Do etatu brakowało: 4 armat 76 mm, 4 haubic 122 mm, 32 jaszcze do dział.

## Obsada pułku
Tatiszczewo, 28 XII 1941
- dowódca pułku – ppłk Tadeusz Sheybal
- zastępca i szef sztabu – kpt. Wojciech Biliński
- bateria sztabowa – kpt. rez. Władysław Kunat
- dowódca I dywizjonu – mjr Adam Machnowski
  - 1 bateria – kpt. Mieczysław Nadratowski
  - 2 bateria – kpt. Paweł Czerniuk
  - 3 bateria – por. Zygmunt Zwolanowski
- dowódca II dywizjonu – mjr Stanisław Monkielewicz
  - 4 bateria – kpt. Bolesław Uchman
  - 5 bateria – por. rez. Tadeusz Kumorek
  - 6 bateria – por. rez. Tadeusz Bornholtz